# Yuji Nakazawa
Yuji Nakazawa (中澤 佑二, Nakazawa Yuji, Yoshikawa, 25 februari 1978) is een Japans voormalig voetballer die als verdediger speelde. Hij is een van de vier Japanse voetballers die meer dan honderd interlands op zijn naam heeft staan.

## Clubcarrière
In zijn jeugd speelde Nakazawa bij Yoshikawa Higashi Junior High School en Misato Technology High School. Om zijn kwaliteiten te verbeteren,  vertrok hij in 1996 naar de Braziliaanse club América FC. Na één seizoen keerde hij terug naar Japan om voor Verdy Kawasaki te gaan spelen. In zijn tweede seizoen bij die club tekende hij zijn eerste professionele contract.
Zijn eerste wedstrijd in de J1 League was op 13 maart 1999 in een wedstrijd tegen Cerezo Osaka. Een maand later scoorde Nakazawa tegen Nagoya Grampus zijn eerste doelpunt. In 2002 tekende hij een contract bij Yokohama F. Marinos. Met deze club werd hij in 2003 en 2004 kampioen van Japan.

## Interlandcarrière
Nakazawa debuteerde op 28 september 1999 in het Japans voetbalelftal in een wedstrijd tegen Iran. Na het wereldkampioenschap voetbal van 2006, waar hij alle drie de Japanse wedstrijden speelde, liet Nakazawa weten niet meer voor het nationale elftal te willen uitkomen. Echter zes maanden later keerde hij alweer terug in een vriendschappelijke wedstrijd tegen Peru. Op 14 februari 2010 speelde hij op het Oost-Aziatisch voetbalkampioenschap in een wedstrijd tegen Zuid-Korea zijn honderdste interland.
Met het Japans elftal won Nakazawa in 2000 en 2004 de Azië Cup. Hij maakte deel uit van de Japanse selectie voor de Olympische Zomerspelen in 2000 in Sydney.

## Statistieken
| Japans voetbalelftal | Japans voetbalelftal | Japans voetbalelftal |
| Jaar                 | Wed.                 | Dlp.                 |
| -------------------- | -------------------- | -------------------- |
| 1999                 | 1                    | 0                    |
| 2000                 | 6                    | 2                    |
| 2001                 | 2                    | 0                    |
| 2002                 | 1                    | 0                    |
| 2003                 | 4                    | 0                    |
| 2004                 | 15                   | 5                    |
| 2005                 | 12                   | 1                    |
| 2006                 | 12                   | 1                    |
| 2007                 | 13                   | 2                    |
| 2008                 | 16                   | 4                    |
| 2009                 | 14                   | 2                    |
| 2010                 | 14                   | 0                    |
| Totaal               |                      | 0                    |

## Erelijst
Japan
- Azië Cup: 2000, 2004

Yokohama F. Marinos
- Kampioen van Japan: 2003, 2004